# Vụ tàu trật đường ray Spuyten Duyvil tháng 12 năm 2013
Vụ tàu trật đường ray Spuyten Duyvil tháng 12 năm 2013 là một vụ tàu lửa trật đường ray xảy ra lúc 7 giờ 20 phút (giờ địa phương) khi cách ga Spuyten Duyvil ở quận Bronx của Thành phố New York 100 m về phía Bắc. Đoàn tàu gặp nạn khởi hành từ Poughkeepsie, lúc 5 giờ 54 phút và dự kiến đến nhà ga Trung tâm Thành phố New York ở Manhattan lúc 7 giờ 43 phút .
8 toa tàu trật bánh khỏi đường ray và một toa tàu lao xuống mé sông Hudson.
Ít nhất bốn người thiệt mạng và 63 người bị thương sau vụ tàu trật đường ray này.
Sở cứu hỏa Thành phố New York đã điều động 125 lính cứu hỏa đến hiện trường tai nạn để hỗ trợ công tác cứu hộ. 
Nguyên nhân tàu trật đường ray đang được điều tra. Ủy ban An toàn Giao thông Quốc gia Mỹ đã cử người đến hiện trường xem xét. Hộp đen của chiếc tàu đã được tìm thấy.